# تیلویند ایر سرویس
تیلویند ایر سرویس (به انگلیسی: Tailwind Air Service) یک شرکت هواپیمایی است که در تاریخ ۲۰۱۴ میلادی تأسیس شده است.
دفتر مرکزی تیلویند ایر سرویس در ایالات متحده آمریکا واقع شده‌است و قطب این شرکت هواپیمایی در فرودگاه اولبیا - کاستا اسمرالدا و فرودگاه سیکورسکی مموریال قرار دارد و به ۶ مقصد، پرواز مستقیم انجام می‌دهد.

## مقصدهای پروازی
- پایگاه آب‌نشین نیویورک اسکای اسپورتس
- فرودگاه بین‌المللی لوگان
- فرودگاه بین‌المللی دالس واشینگتن
- فرودگاه سیکورسکی مموریال
- فرودگاه ایست همپتن
- فرودگاه نانتاکت مموریال

## ناوگان هوایی
ناوگان هوایی تیلویند ایر سرویس با ناوگان هوایی Fly the Whale مشترک است و دو فروند سسنا ۲۰۸ کاروان در اختیار دارد.